# Eustroma nubilata
Eustroma nubilata är en fjärilsart som beskrevs av Alpheus Spring Packard 1871. Eustroma nubilata ingår i släktet Eustroma och familjen mätare. Inga underarter finns listade i Catalogue of Life.